# Лермонтовский рудник № 2
Рудник № 2 — бывшее уранодобывающее предприятие входившее в структуру Лермонтовского Горно-химического рудоуправления. Расположено на горе Бык неподалёку от города Железноводск Ставропольского края. Закрыто в 1991 году. На предприятии впервые в мировой практике была освоена технология сернокислотного выщелачивания урана из скальной породы на месте залегания.

## История

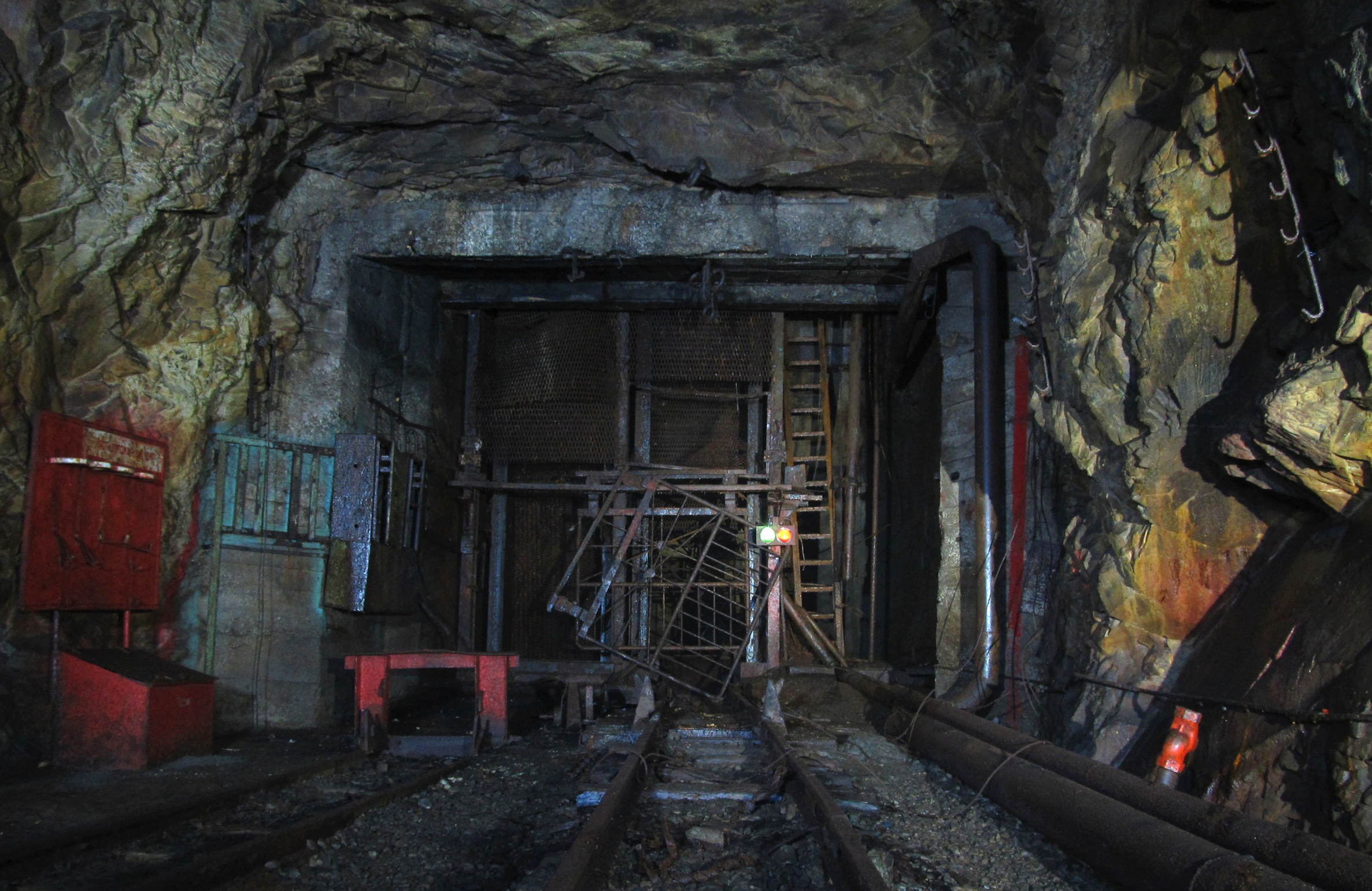
Ствол шахты «Слепая»

Работы по строительству Рудника № 2 на горе Бык были начаты в 1954 году. Спустя два года, в 1956 году, предприятие успешно вводится в эксплуатацию. Разведанные запасы руды полностью не подтвердились и были отработаны за 9 лет. Главной особенностью добычи на руднике являлось внедрение инновационного метода выщелачивания солей урана из твёрдых скальных пород, осуществляемое непосредственно под землёй. Предприятие стало пионером в промышленном освоении способа подземного и кучного выщелачивания, что несомненно внесло огромный вклад в развитие геотехнологических методов при добыче урана. Для ознакомления с новой технологией, на рудник приезжали гости и специалисты из различных уголков СССР. Начиная с 1954 года Быкогорское месторождение разрабатывалось методом выемки горизонтальных слоёв с закладкой. В 1966 году рудник полностью перешёл на разработку методом подземного выщелачивания, в том числе и забалансовых руд без разрушения скального массива, что позволило ему просуществовать до начала 90-х годов.
В период 1969—1973 гг. на Руднике № 2 были опробованы и внедрены более эффективные и безопасные при производстве работ схемы подготовки и отбойки очистных блоков, изменён способ улавливания продуктивных растворов. С 1974 по 1984 гг. проведена масштабная работа по реконструкции горнодобывающего предприятия. Реконструирован сорбционный цех, погрузочно-разгрузочный комплекс на шахтной поверхности, компрессорная станция.
На рубеже 80-90-х предприятие столкнулось с неожиданными трудностями. Экономические проблемы в стране, падение спроса на сырьё и новые экологические постановления вынудили руководство принять решение о ликвидации рудника. Рудник № 2 прекратил своё существование в 1991 году. В последующие пару лет был произведён демонтаж основного оборудования и частичная рекультивация дневной поверхности. После распада СССР предприятие было буквально брошено на произвол судьбы, чем активно пользовались охотники за металлом. Первые попытки закрыть входы в рудник начали предприниматься лишь к 1998 году. В 2013 году на горе прошла масштабная рекультивация в рамках ФЦП «ОЯРБ 2008—2015». Были облагорожены отвалы, погашены и засыпаны грунтом все не ликвидированные устья штолен.

## Работа на руднике
Основной персонал — проходчики, взрывники, забойщики были из близлежащих посёлков и городов. Маркшейдеры и инженеры, как правило, иногородние специалисты. Заключённые и смертники на рудник не привлекались. Труд шахтёров на производстве оплачивался весьма достойно. Штольни и шахтные стволы проходились буровзрывными работами, методом обрушения делались вертикальные вскрывающие выработки. До 1963 года на месторождении отрабатывались только балансовые руды системой горизонтальных слоёв с закладкой пустот породой, позже были начаты работы по внедрению новейшего метода подземного выщелачивания. Началась добыча бедных забалансовых руд. Инновация позволила не только сохранить объём добычи на уровне 1963 года, но и осуществить рост производства, несмотря на снижение содержания урана в руде более чем в пять раз. Рудник полностью перешёл на данную технологию в 1966 году. Производственная мощность Рудника № 2 была почти в три раза меньше, чем на Руднике № 1.

### Подземное выщелачивание
Процесс подземного выщелачивания заключался в следующем: слой между двумя горизонтами обрушивался, на горизонте делали подходные выработки, бурили шпуры под закладку взрывчатки. Шпуры по контуру блока заряжали и взрывали. Далее подводилась система шлангов. Орошение осуществлялось через скважины, пробурённые сквозь потолочный целик. По шлангам подавался инфильтрационный реагент, который выщелачивал уран из скальной породы. С помощью электровакуумных установок производилась откачка продуктивных растворов на поверхность. Кучному выщелачивании подвергались отвальные породы и надрешетный материал (отсев) оставшийся после процедуры дробления. Под отвалами создавались пруды-накопители. Продуктивные растворы перерабатывались на заводе первичного обогащения.

### Производственный процесс
На восточном склоне горы Бык возведён завод первичного обогащения (нынешний ЭМЗ ЦМН ЛПО «Алмаз»). Балансовая руда (с высоким процентным содержанием урана) с нижних горизонтов поднималась главным стволом до откаточного горизонта 535 м, и через штольню № 11 вагонетками выдавалась на дневную поверхность. На заводе руда сразу попадала в измельчительно-сортировочный комплекс. После чего происходила загрузка самосвалов и дальнейшая отправка руды до обогатительной фабрики в город Лермонтов. Комплекс первичного обогащения включает в себя административное здание, компрессорную и трансформаторную площадку.

## Структура

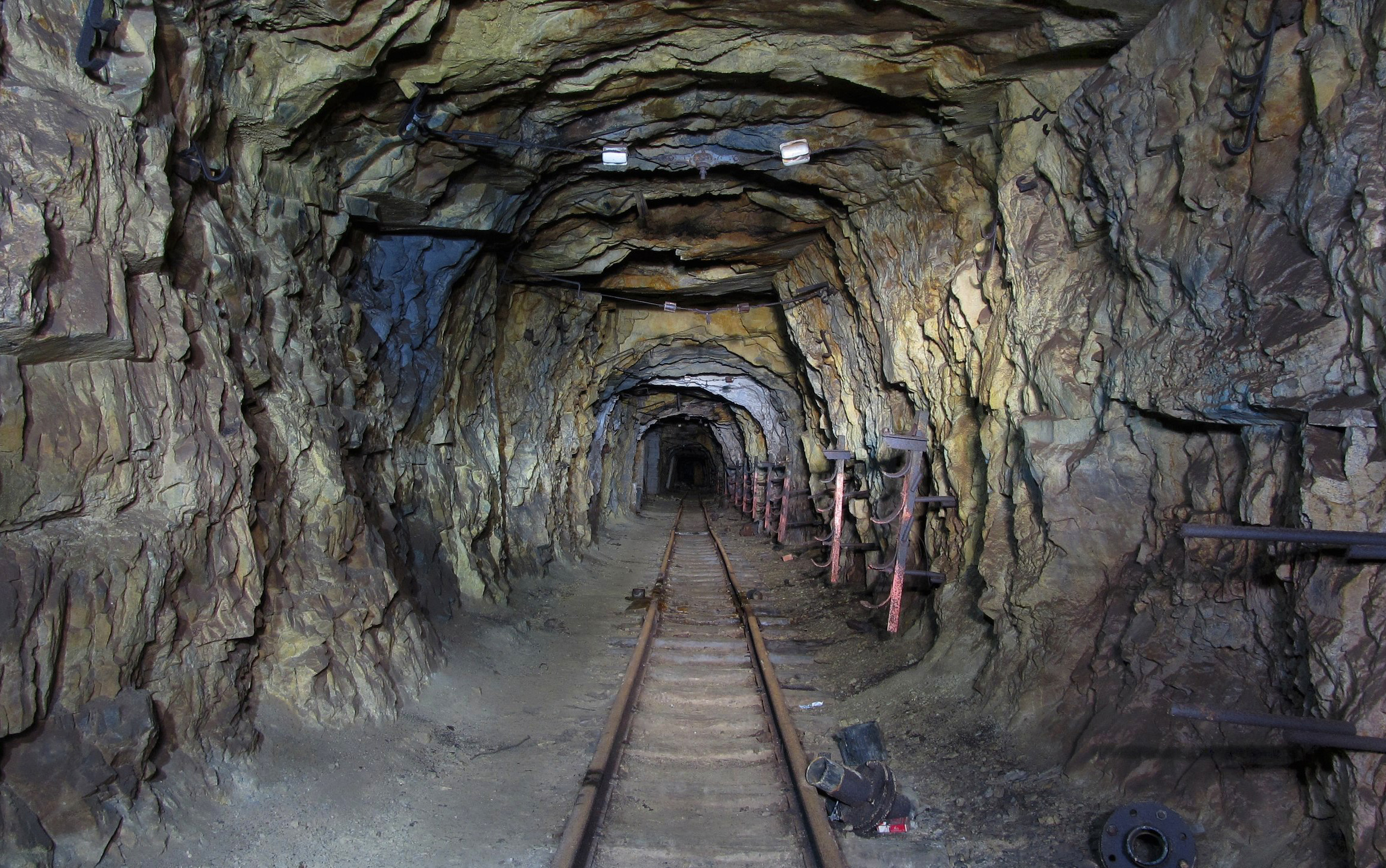
Штольня № 9

Рудник включал в себя 15 штолен расположенные на 6 горизонтах, расстояние между которыми 30 метров. Самый нижний находился на высоте 435 метров н.у.м., верхний — 595 м. В центре рудного поля пройдена шахта «Слепая», соединяющая основные горизонты. Подъёмная машина установлена на горизонте 535 м. Между горизонтами 535 и 595 м сооружена отдельная 60-метровая шахта, расположенная северо-западнее «Слепой», которая обозначалась на планах как ВВ-6. Второй ствол появился значительно позже и использовался исключительно для транспортировки работников на верхний горизонт. Горизонт 595 разрабатывался в последние годы работы предприятия, но до конца так и не был пройден. Судя по изометрическому плану Рудника № 2, помимо четырёх основных горизонтов (435, 495, 535, 595) система включала два промежуточных (465 и 565), на картах они обозначены как «подэтажи». Подгоризонты не имели непосредственного выхода на дневную поверхность. Доступ к 465-му осуществлялся через уклон в 10 штольне. На 565 подэтаж ходил подъёмник (ВВ-6).
Вентиляция осуществлялась нагнетанием свежего воздуха в выработки шахтным вентилятором главного проветривания типа ВОД-21 через 10 штольню (горизонт 495 м). На устье штольни № 9 находился небольшой вентиляционный комплекс проветривавший горизонт 435 м. На южном склоне горы, с поверхности, был пробит 40-метровый вентиляционный шурф ВВ-1 до горизонта 535 м. Шурф ликвидировали к 1993 году. Для лучшего проветривания по краям рудника пройдены 100-метровые вентиляционные восстающие, оборудованные людскими ходками.
Рудник обслуживала понижающая подстанция, к которой подведены воздушные линии электропередач от электростанции, расположенной на обогатительной фабрике. Базисный склад взрывчатых материалов размещался у юго-западного подножья горы Бык, неподалёку от дороги на 7-ю штольню. Подземный склад ВМ располагался в штольне № 7. Оруденение выявлено в северной, южной и западной части горы Бык. В отличие от Рудника № 1, структура типового горизонта Рудника № 2 напоминает компактную городскую планировку, так как рудные тела сгруппированы довольно близко друг к другу. Очистные блоки, штреки и квершлаги образуют сложную, организованную систему многочисленных, пересекающихся подземных выработок, проходящих по всему шахтному полю.